# 22 Livery Street

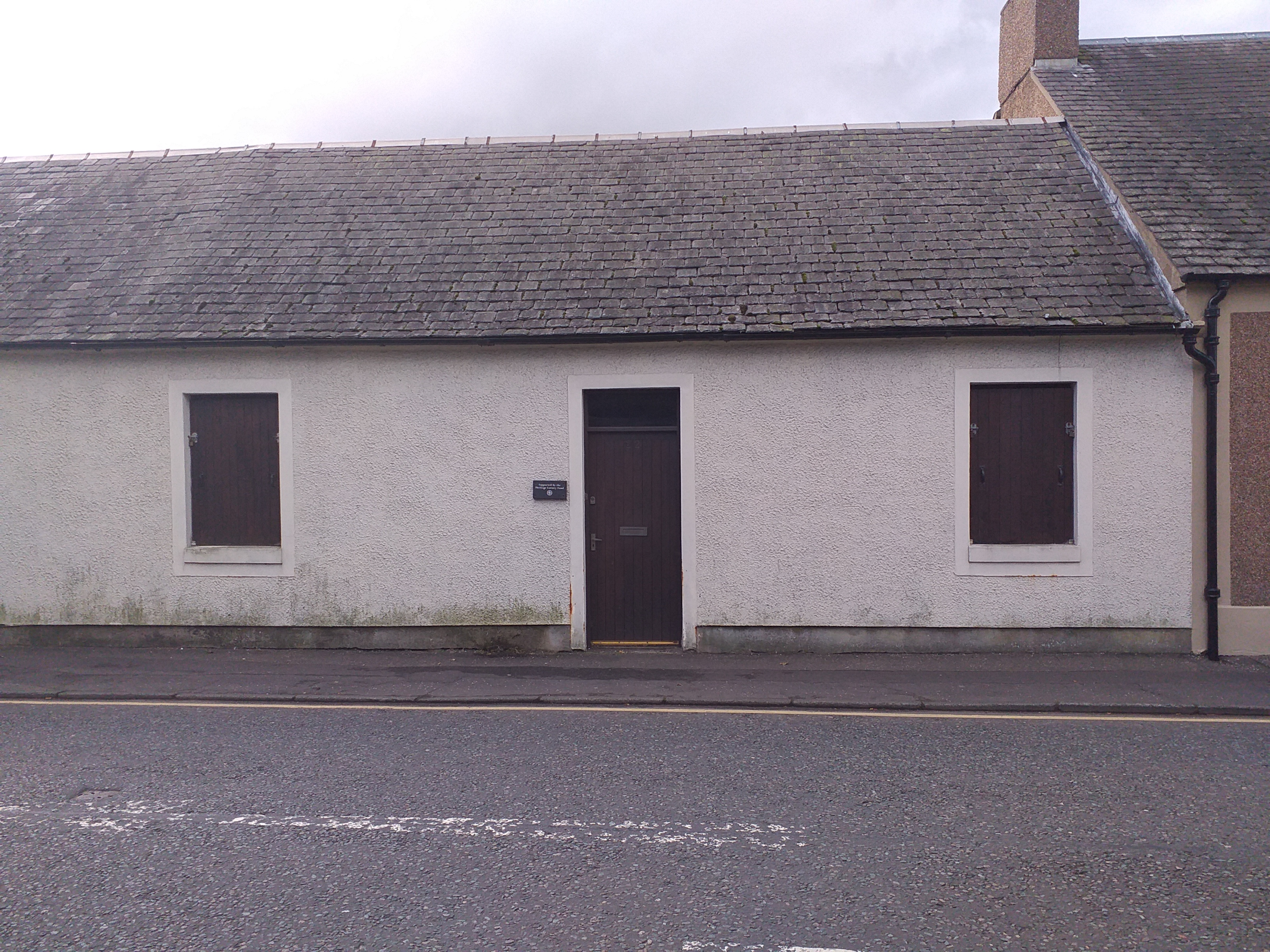
22 Livery Street

Unter der Adresse 22 Livery Street in der schottischen Stadt Bathgate in der Council Area West Lothian befindet sich ein Cottage. 1989 wurde das Bauwerk in die schottischen Denkmallisten in der Denkmalkategorie C aufgenommen.

## Beschreibung
Das Cottage liegt an der Livery Street im Zentrum Bathgates schräg gegenüber der römisch-katholischen Church of the Immaculate Conception. Architektonische Merkmale deuten auf einen Bauzeitpunkt im frühen bis mittleren 19. Jahrhundert hin. Ein Teil des Mauerwerks stammt zumindest aus dem 18. Jahrhundert. Das schlichte einstöckige Bauwerk ist vier Achsen weit, wobei die hölzerne Eingangstüre auf der zweiten Achse von rechts liegt. Die von Faschen eingefassten tiefliegenden Fenster sind schlicht verglast. Rückseitig schließt ein langgezogener Flügel aus Einzelgebäuden an. Das niedrigste grenzt direkt an das Cottage an. Es handelt sich um eine wahrscheinlich aus dem 18. Jahrhundert stammende Stallung. Die weiteren Gebäude stammen aus dem folgenden Jahrhundert und sind im Gegensatz zu dem schiefergedeckten Cottage mit gebrannten Ziegeln eingedeckt. Das Mauerwerk besteht aus Bruchstein und ist gekalkt.